# 포토스족
포토스족(Pothos族, 학명: Potheae 포테아이[*])은 포토스아과의 족이다.

## 하위 분류
- 포토스속(Pothos L.)
- Pedicellarum M.Hotta
- Pothoidium Schott